# Ida de Boulogne

Blazonul comitatului de Boulogne.

Ida de Boulogne (n. cca. 1160–d. 1216) a fost contesă de Boulogne.
Ida era fiica cea mare a lui Matei de Alsacia cu Maria de Boulogne. Bunicii pe linie maternă erau regele Ștefan al Angliei și Matilda de Boulogne.
Mama sa intrase într-o mănăstire, însă a fost retrasă de acolo în scopul de a se căsători cu Matei de Alsacia. Drept urmare, căsătoria dintre părinții Idei a fost mai degrabă controversată, iar ei au divorțat în cele din urmă, în 1170. Tatăl ei a continuat să guverneze până la moartea sa din 1173, moment în care Ida a succedat la conducerea posesiunilor.
La sfatul unchiului ei, Filip de Alsacia, conte de Flandra, Ida s-a căsătorit în 1181 cu Gerard, regent în Ducatul Geldern, însă acesta a murit în același an. Ida s-a recăsătorit imediat cu Berthold al IV-lea de Zähringen, însă și acesta a murit în 1186. Potrivit istoricului contemporan Lambert de Ardres:
"[...] rămasă astfel fără bărbat alături, [Ida] s-a lăsat în voia deliciilor și plăcerilor lumești ale trupului. Ea s-a îndrăgostit pătimaș de Arnold al II-lea de Guînes, și a făcut tot posibilul pentru a-l seduce pe acesta; sau mai degrabă, cu tipica nestatornicie feminină și cu înșelăciune ea a simulat această emoție. [...]. Arnold fie o iubea sincer, fie cu bărbătească previziune și prudență pretindea că o face; pentru că el aspira la pământul și demnitatea comitatului de Boulogne odată ce ar fi cucerit favorul contesei prin dragoste falsă sau adevărată."
Această relație a rămas fără valoare atunci când Ida a fost răpită în 1190 de cptre contele Reginald de Dammartin, care a dus-o în Lorena. Aceasta era o destul de comună practică față de moștenitoarele medievale. Situația s-a complicat și mai mult atunci când Arnold de Guînes a primit mesaje de dragoste statornică din partea Idei. El a pornit călare pentru a o salva, însă a fost capturat și aruncat în închisoare de către prietenii lui Reginald din Verdun. Arnold a fost eliberat doar ca urmare a intervenției arhiepiscopului Guillaume de Reims. S-a presupus că Ida l-a atras în mod special pe Arnold în capcană. Oricare ar fi adevărul, ea a rămas împreună cu Reginald, cu care a avut o fiică, pe Matilda a II-a de Boulogne (d. 1258).